# Похищение братьев Борн
Похищение братьев Борн или Операция «Близнецы» — операция аргентинской леворадикальной организации «Монтонерос» по похищению аргентинских бизнесменов, руководителей крупной компании «Бунхе и Борн» братьев Хорхе и Хуана Борн, осуществлённая 19 сентября 1974 года.

## История
Похищение произошло 19 сентября 1974 года в 8:30 по местному времени. Боевики, переодетые в работников связи государственной компании Entel, перекрыли дорогу аварийными щитами. В момент прохождения кортежа «монтонерос» врезались на своей машине в головной автомобиль, расстреляв охрану, схватили братьев Борн и увезли в неизвестном направлении.
В тот же вечер «Монтонерос» опубликовали коммюнике, взяв на себя ответственность за похищение.
Выкуп предложил сам Хорхе Борн, выделив 64 миллиона долларов США (по другим данным 60 миллионов) из бюджета компании — самый крупный выкуп в мировой истории.